# Fusu
Fusu (fallecido en 210 a. C.) fue el hijo mayor de Qin Shi Huang, primer emperador de China de la dinastía Qin.
Aproximadamente en 213 a. C., tras la unificación china, el emperador Qin Shi Huang llevó a cabo una política de persecución y acoso de ciertas escuelas de pensamiento que se manifestó en la denominada Quema de libros y sepultura de intelectuales. Fusu le aconsejó que siguiera una política menos severa para evitar revueltas en el imperio, el emperador no aceptó sus propuestas y Fusu fue enviado a las fronteras del imperio, en lo que fue de facto un exilio.
En 210 a. C., murió Qui Shi Huangdi, mientras realizaba uno de sus viajes por la parte oriental de China, junto a su segundo hijo Huhai. Fusu era el primogénito y heredero natural. Sin embargo, Huhai, junto al canciller Li Si y al jefe de los eunucos Zhao Gao, que temían perder su poder si Fusu llegaba al trono, redactaron un falso decreto de Qin Shi Huangdi donde ordenaba suicidarse a Fusu y al general jefe del ejército, Meng Tian, que era un seguidor fiel al primogénito. Algunos de los ayudantes de Fusu pusieron en  duda la veracidad de la sentencia, pero él no creyó que alguien se atreviera a falsificar el decreto o temía ser asesinado de todos modos, y finalmente se suicidó. Huhai se convirtió así en el segundo emperador de la dinastía Qin, con el nombre de Qin Er Shi (秦二世).